# Családka
Családka (szlovákul Čeľadince) község  Szlovákiában, a Nyitrai kerület Nagytapolcsányi járásában.

## Fekvése
Nagytapolcsánytól 7 km-re délre a Nyitra bal partján fekszik.

## Története
1113-ban a zobori apátság birtokainak leírásában említik először "Sulad" néven. 1278-ban "Chalad" néven szerepel. 1178-ban a nyitrai váruradalom része, 1274-ben a Családyaké, később a Szerdahelyi és Odeschalchi családé. 1715-ben szőlőskert és 17 háztartás volt a községben, 1787-ben 35 házában 244 lakos élt. 1828-ban 35 házát 242-en lakták, akik mezőgazdaságból éltek.
Vályi András szerint "CSALADKA. Csaladnitze. Tót falu Nyitra Vármegyében, birtokosa Zerdahelyi Uraság, lakosai katolikusok, fekszik Nagy Tapolcsántól 3/4. mértföldnyire. Határja jó termékenységű, tulajdonságaira nézve lásd Aponyt, mellyhez hasonló, első Osztálybéli."
Fényes Elek szerint "Családka, (Cseladincz), tót falu, Nyitra vgyében, a Nyitra vize mellett: 61 kath., 164 evang., 12 zsidó lak. Van termékeny földe; kövér rétei, és vizimalma. F. u. a Szerdahelyi család. Ut. p. Nyitra."
A trianoni békeszerződésig Nyitra vármegye Nagytapolcsányi járásához tartozott.

## Népessége
| Év:            | 1994. | 2004.   | 2014.   | 2024.    |
| -------------- | ----- | ------- | ------- | -------- |
| Emberek száma: | 440   | 447     | 435     | 516      |
| Eltérés:       |       | +1,59 % | -2,68 % | +18,62 % |

| Év:            | 2023. | 2024.   |
| -------------- | ----- | ------- |
| Emberek száma: | 514   | 516     |
| Eltérés:       |       | +0,38 % |

1910-ben 438, túlnyomórészt szlovák anyanyelvű lakosa volt.
2001-ben 432 lakosából 424 szlovák volt.
2011-ben 446 lakosából 429 szlovák volt.
2021-ben 472 lakosából 444 (+3) szlovák, 1 magyar, (+2) ruszin, 16 egyéb és 11 ismeretlen nemzetiségű volt.

## Nevezetességei
- A községnek nagy és kis medencés strandfürdője van.
- Szabadtéri színpadán kulturális programokat rendeznek.